# Megan Richards
Pour les articles homonymes, voir Richards.
Megan Richards, née le 30 mars 1999, est une actrice et comédienne de doublage britannique.

## Biographie
Richards est née le 30 mars 1999. Elle a fait ses débuts à la télévision en 2018 dans cinq épisodes de la série Wanderlust dans le rôle de Mimi Brookes. L'année suivante, elle a joué le rôle d'Audrey Steele dans deux épisodes de la série télévisée Doctors. En 2020, elle apparaît dans deux épisodes de la série télévisée germano-britannique Pan Tau (de) dans le rôle récurrent de Sarabel. Depuis 2022, elle incarne la piévelue Poppy Fiercompère dans la série télévisée Le Seigneur des anneaux : Les Anneaux de pouvoir,. En 2024, elle interprète différents rôles dans le jeu vidéo Black Myth: Wukong.
En tant qu'actrice de théâtre, elle a participé, entre autres, aux pièces Fame et Alice Through the Looking Glass du Theatre Studio West, sous la direction de Julie Saunders.

## Filmographie
- 2018 : Wanderlust (série télévisée, 5 épisodes)
- 2019 : Doctors (série télévisée, 2 épisodes)
- 2020 : Pan Tau (de) (série télévisée, 2 épisodes)
- 2022- : Le Seigneur des anneaux : Les Anneaux de pouvoir (série)

## Doublages
- 2024 : Black Myth: Wukong (jeu vidéo)

## Théâtre
- Fame, mise en scène : Julie Saunders, Theatre Studio West
- Alice Through the Looking Glass, mise en scène : Julie Saunders, Theatre Studio West